# Суходол (Львовская область)
Суходол (укр. Суходіл) — село в Бобрской городской общине Львовского района Львовской области Украины.
Население по переписи 2001 года составляло 542 человека. Занимает площадь 3,28 км². Почтовый индекс — 81227. Телефонный код — 3263.